# Бела Церкев
Бела Церкев (словен. Bela Cerkev) — поселення в общині Шмарєшкі Топлиці, регіон Південно-Східна Словенія, Словенія.